# スバル・EE20

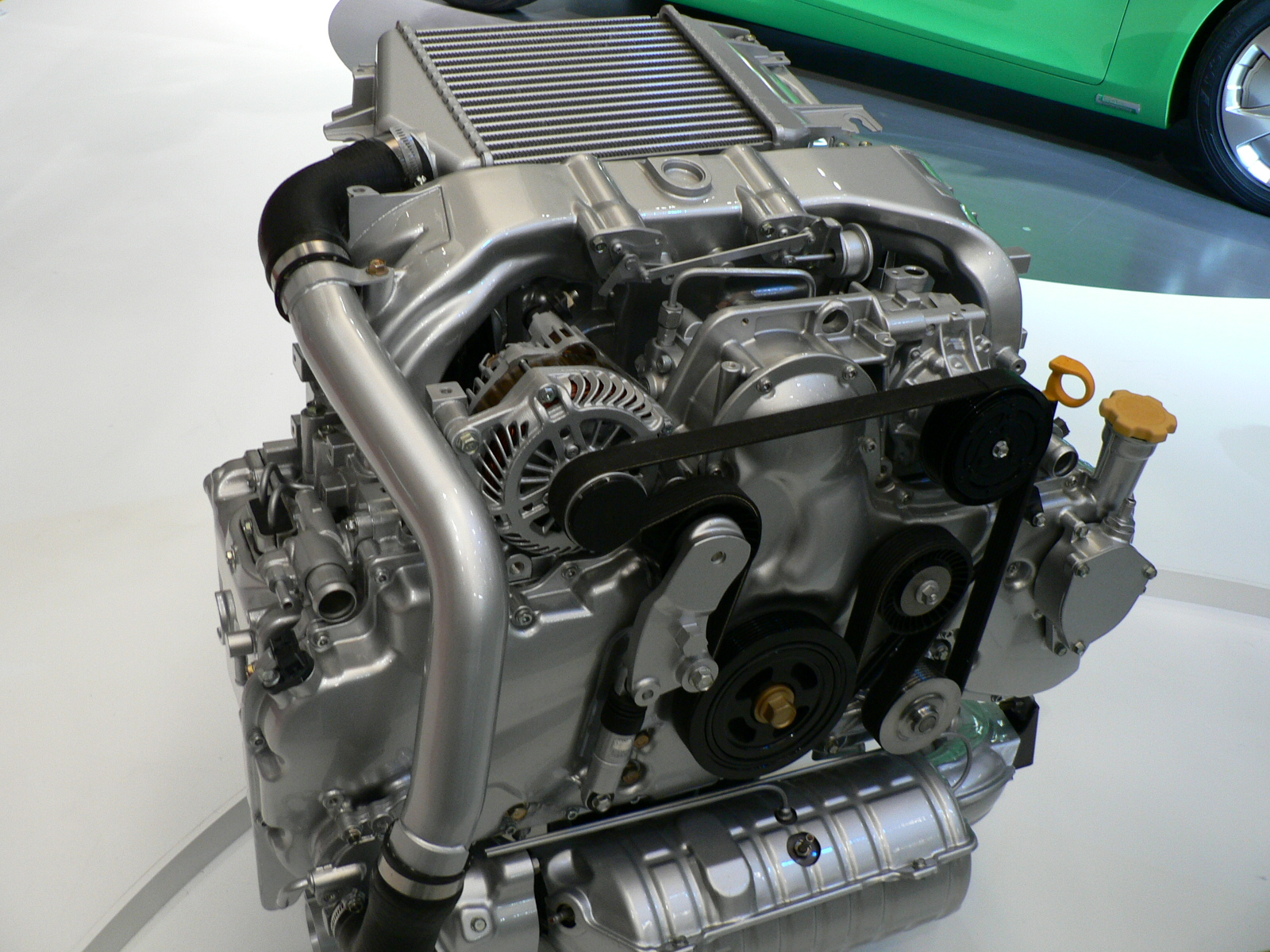
スバル・EE20（スバルボクサーディーゼル）

スバル・EE20とは、富士重工業（現・SUBARU）が開発した水平対向4気筒ディーゼルエンジンである。4代目レガシィシリーズを皮切りに、インプレッサ、フォレスターにも搭載された。

## 基本仕様
- シリンダ配列：水平対向4気筒
- サイクル：4ストローク
- 燃料：軽油
- 動弁系：DOHC 16バルブ
- 燃料供給方式：コモンレール式
- 過給機：可変ノズルターボチャージャー
- EGR：水冷式
- ボアピッチ：98.4 mm[1]
- バンクオフセット：46.8 mm[1]
- デッキハイト：220 mm[1]
- クランクジャーナル径：67 mm[1]
- クランクベアリング数：5
- 排気量：1,998cc
- 内径×行程: 86.0 mm×86.0 mm
- 圧縮比：16.3
- 出力：110kW(150PS)/3,600rpm
- トルク：350N·m(35.7kgf·m)/1,800 - 2,400rpm

ディーゼルエンジンは行程が長い方が効率が良くなるが、EE20はディーゼルエンジンとしては珍しく内径と行程が同じ長さである。エンジンをサイドフレーム間に収めるため、これまで開発されたスバルの水平対向エンジンのほとんどは行程が短く、限られたスペースで限界まで行程を伸ばした結果と考えられる。
エンジンの基本寸法であるボアピッチとバンクオフセットがEZ型エンジンと同一になっていることから、設計的にはEZ型エンジンをベースにしていると言える。しかし、ガソリンエンジンとディーゼルエンジンの要求が違うためか、他の部位については共通点はない。なお、同じ水平対向4気筒エンジンのEJ型エンジンに対してはボアピッチの縮小により、全長を61.3 mm短縮している。
水平対向エンジンは機構上ピストン系往復質量による不平衡慣性力が生じない。そのため、バランスシャフトが不要であり、低慣性モーメント、低摩擦抵抗、軽量化を実現している。

## 搭載車種
いずれも欧州仕様車のみに搭載されている。
- レガシィ
- アウトバック
- インプレッサ
- フォレスター

## 歴史
2007年3月、第77回ジュネーブ国際モーターショーにおいて、富士重工業が世界初となる水平対向ターボディーゼルエンジンを出展。搭載車両は明かされなかったが、2008年にEuro4規制対応で欧州市場へ投入されることが発表された。
2008年3月、第78回ジュネーブ国際モーターショーにおいて、水平対向ディーゼルエンジンを搭載したレガシィ、アウトバック 2.0D が発表された。同時に最高出力、最大トルクなどのスペックも公表。また、エンジンの名を「SUBARU BOXER DIESEL（スバルボクサーディーゼル）」と呼称した。なお、組み合わされるトランスミッションは5速MTのみであった。
2008年10月、モンディアル・ド・ロトモビルで、「スバルボクサーディーゼル」を搭載したフォレスター、インプレッサが発表された。またこの2車種については、専用の6速MTと、クローズドDPFが組み合わされ、環境性能を向上させている。なおフォレスター2.0D Xについては最高出力が108kW(147PS)になっている（最大トルクは不変）。
2009年9月、第63回フランクフルトモーターショーにおいて、5代目レガシィ欧州仕様車としてEuro5規制対応のスバルボクサーディーゼル搭載車が出展された。